# Abdoulaye Daffé
Pour les articles homonymes, voir Daffé.
Abdoulaye Daffé, né en 1954 à Nioro du Sahel, est un homme politique malien, banquier de profession.

## Carrière
Il est major de sa promotion à l'École nationale d'administration de Bamako en 1977. Il intègre alors la Banque malienne des crédits et dépôts (BMCD). Il poursuit ensuite des études à l'étranger, à l'université de l'Alabama aux États-Unis et suit en parallèle en distanciel des cours de l'Institut technique de banque internationale de Paris (ITBI). Après un passage en France, il retourne au Mali en 1981 et réintègre la BMCD tout en enseignant à l'École nationale d'administration. Il est ensuite sous-directeur de l'exploitation et des agences avant de devenir à 40 ans directeur général adjoint de la Banque de développement du Mali. Il en deviendra ensuite le PDG.
Il est ministre de l'Économie et des Finances du Mali à partir du 27 juillet 2020 et ce jusqu'au coup d'État de 2020 au Mali le 18 août 2020 ; il est alors arrêté par la junte avant d'être libéré quelques jours plus tard,.